# Levada da Breca
Levada da Breca é uma canção da cantora brasileira de axé music Gilmelândia, conhecida na ocasião apenas como Gil.  Foi lançada em 3 de fevereiro de 2002 como segundo single oficial da carreira solo da cantora após sua saída da Banda Beijo.

## Composição
A canção é composta por Anderson Cunha, conhecido por já trabalhar com Gil quando ainda era vocalista da Banda Beijo nas faixas "Vou Voltar", "Também Pudera", "Calor da Zorra" e "Teu Barco no Meu Mar", além de ser o responsável pela composição de "Festa", canção de maior sucesso de Ivete Sangalo e uma das de maior sucesso da axé music.

## Recepção da crítica
O site Clique Music, da UOL, declarou que a canção é típicamente do gênero "pra pular" e, junto com a faixa-titulo "Me Beija", são as melhores e mais animadas do disco, dizendo que Gil parece a vontade em canta-las. Érick Melo do portal Carnasite, especializado em axé music, classificou a canção como quatro de quatro estrelas, a nota máxima, fazendo críticas positivas ao dizer que a canção era a melhor faixa do disco Me Beija:
| “ | O ponto alto do CD fica para a carnavalesca "Levada da Breca", última faixa do CD. Com um ritmo empolgante, a música que fez enorme sucesso no último carnaval, representa uma Gil alegre, levada, espontânea. | ” |

## Desempenho nas tabelas
| Paradas (2001)          | Posição |
| ----------------------- | ------- |
| Brasil — Hot 100 Brasil | 4       |

## Histórico de lançamento
| País   | Data                   | Formato                   | Gravadora       |
| ------ | ---------------------- | ------------------------- | --------------- |
| Brasil | 3 de fevereiro de 2002 | download digital, Airplay | Universal Music |